# Rhys Davies
Rhys Davies, pseudonimo di Vivian Rees Davies (Rhondda Valley, 1901 – Londra, 1978), è stato uno scrittore gallese.
Esordì nel 1927 con la raccolta di racconti Il suono dei suoni per poi pubblicare, nello stesso anno, Aaron. Osservatore della tipica vita gallese, scrisse successivamente Il ragazzo con la tromba (1949), Il caro del suo cuore (1958), ecc.